# Лазаревац
Лазаревац је градско насеље и седиште градске општине Лазаревац а која административно чини једну од 17 општина града Београда. Према попису из 2022. било је 27.635 становника.
Aдминистративно општина је подељена на 11 месних заједница и 34 насеља.

## Географски положај
Лазаревац лежи у живописном делу Шумадијске Колубаре, у непосредној близини реке Колубаре, на надморској висини 157 m. Шумадијска Колубара нагнута је према реци Колубари, по којој је и добила своје име. Северозападна страна колубарске равни, на којој лежи Лазаревац, је равничарска, а југоисточна је брдовита и претежно воћарска.
У доба отицања плоиценског језера, у области данашње Шумадијске Колубаре, постале су на језерском дну три веће долине: долина Турије, Пештана и трећа највећа долина Оњега, која је саставни део долине Љига. Њихов попречни правац пружања је са истока ка западу. У једној од тих долина подигнут је Лазаревац. Нешто даље од њега уздижу се, југоисточно и источно планине Рудник, Космај, Венчац и Букуља, због којих Лазаревац има врло пријатну умерено континенталну климу. Нагле топлотне промене су ретке, а жарка лета ублажава биљни покривач. Највеће су хладноће у другој половини зиме. Најниже температуре до -28 c, јављају се у другој половини јануара и фебруара. Од ветрова у овој области преовлађују северно-источни ветрови. У почетку пролећа обично дува југо који често наноси штете воћу, јер се јавља у време цветања воћњака. Главне реке и речице ове области су: Колубара, Оњег, Љиг, Пештан, Турија, Бељаница и Лукавица.

### Геолошке одлике општине Лазаревац
Територија ове комуне обухвата овај део наше земље који је изграђен од различитих стена, како у погледу геолошке старости и начина појављивања тако и у погледу њиховог тепографског и хемијског састава. У геолошки најстарије стене ове комуне убрајају се палеозојски кристални шкриљци, затим тријаски и кредни кречњаци, пешчари и лапорци. О доста бурној геолошкој прошлости ове околине сведочи велика маса излучених вулканских стена дацита и андезита у Рудовцима и Барошевцу. Овако живој вулканској активности и кретању магме претходили су снажни тектонски покрети. Сагледавајући резултате најранијих истраживања, констатује се да су за терцијално геолошко доба везане економски најважније минералне сировине које представљају базу привредног развитка комуне. Те сировине су угаљ, лигнит, инфузоријска земља, кварцни пескови итд. Осим ових и кречњаци представљају важну сировину. Резерве инфузоријске земље нису још довољно истражене. Истражене резерве ватросталних глина износе око 5 милиона тона. Кварцни пескови заузимају велико пространство и истражене резерве се цене на више милиона тона. Резерве кречњака износе 10 милиона тона, а резерве гранита 100 милиона тона. Појаве минералних вода дају основу да се испитају могућности и услови експлоатације, јер минералне воде овога краја не заостају по квалитету од буковичке минералне воде “Књаз Милош”.

## Историја Лазаревца

### Праисторија
Територија ове области била је насељена Трачанима још у праисторијско доба. Природна плодност земљишта привлачила је праисторијске људе да се на њему настане. Ппалеолитски налази откривени су на више места. На многим њивама у Араповцу и Миросаљцима нађена је керамика винчаног типа. На остатке праисторијских гробља у овоме крају наводе нас и неки називи места: Боблија у Лукавици и Рудовцима, Бобија у Малим Црљенима и Миросаљцима, Подумка у Барошевцу итд. И имена река Турије, Оњега и Љига упућују нас на становнике који су ову област давно населили пре доласка словенских племена. Изгледа да је било насеља и у бакарно доба: у Великим Црљенима нађен је 1947. године бакарни нож који се сада налази у Народном музеју у Београду. У Араповцу и Великим Црљенима нађено је неколико бакарних секира. Постоје и археолошки налази из старијег каменог доба али су, на подручју лазаревачке општине, много богатији они из неолита који указују на присуство људи винчанске културе а она је, пре око седам хиљада година, била најраспрострањенија култура на пространствима тадашње Европе. Керамички предмети винчанског стила пронађени су на њивама Араповца и Миросаљаца, као и на Стубичком вису. На присуство праисторијских људи указују и поменути гробови на локалитетима у Рудовцима, Лукавици, Барошевцу.

### Средњи век
Године 1284. уступио је мађарски краљ Владислав своме зету краљу Драгутину Београд и Мачвански Банат који је после Драгутинове смрти заузео његов брат Милутин. Једно време је Мачванским Банатом владао цар Душан, после чије смрти је наизменично припадао Србима и Мађарима. Ту је покушао 1386-1388. године да се учврсти и кнез Лазар јер је Банатом владао мађарски великан Никола Горјански чија је прва жена кћи кнеза Лазара. Све до пред крај 16. века Шумадија се налазила углавном изван значајних догађаја.

### Турски период
Када су Турци од 1438. године повели офанзиву против Србије и Угарске, ова област се нашла у веома тешком положају. Продирући од Крушевца према северу турска војска је пустошила ове области. Нарочито су била велика пустошења пре и после пада Србије 1459. године. Становништво је у страху од Турака напуштало своја огњишта. Када су Турци освојили Србију и ова област је као и цела Србија ушла у састав Смедеревског санџака, а касније Београдског санџака. Био је то велики губитак у људству због турских клања, хапшења и заробљавања. Зато је свуда било пуно хајдука. Међутим у 17. и 18. веку насеља су се током времена повећавала природним прираштајем и досељавањем. Уочи Берлинског конгреса, када је Србија стицала независност, Лазаревца још није било, а данашње оближње село Шопић имало је статус варошице. Још од 1846. ту је било седиште Колубарског среза, а према попису из те године, Шопић је имао 95 кућа и 578 становника. Крај се, иначе, брзо развијао због близине Београда и све веће трговине са не много далеком Аустријом.

## Лазаревац у 17. и 18. веку
Ратовање између Аустрије и Турске 1683-1699. године, а нарочито ратне операције по Србији 1689-1690. донеле су велика страдања становништву ове области. 1690. год. дошло је до познатог пресељавања Срба преко Саве и Дунава. Убрзо после овог долази до новог Аустро-Турског рата 1716-1717. године. Пожаревачким миром 1718. године Аустрија је добила под своју власт северну Србију и ове крајеве којим је владала до 1738. године Када су Аустријанци 1718. године окупирали Србију, затекли су у овој области праву пустош. По једном списку црквених прихода за 1723. године Барошевачка нурија је имала тада 40 домаћинстава, Сопићанска 30, Барзиловачка 15 домаћинстава. Када је Аустрија 1781. године склопила са Русијом савез против Турске и почела да се спрема за рат, организовала је у Србији своју обавештајну службу. Кроз Србију и кроз ове области крстарили су 1783. и 1784. године аустријски агенти. Поред испитивања земљишта они су се припремали српски народ за устанак против Турака. Када је Аустрија објавила 1788. године рат Турској, становништво овог краја и овом приликом је још једном узело учешће на страни Аустрије надајући се да ће њеном помоћи најзад бити ослобођени од Турака. Од Срба аустријској војсци се прикључио Коча Анђелковић. И овај рат је завршен препуштањем Срба Турцима што је у Србији изазвало велико незадовољство према аустријској владавини.

### Развој Лазаревца до 1914. године
После проглашења независности Србије 1878. године ова област због близине Београда и интензивне трговине са Аустроугарском, је економски јача. Село Шопић је 18. септембра 1882. године проглашено за варошицу. Тада су били присутни сви виђенији људи из среза. Ново име Лазаревац је озваничено и у српским новинама 28. јуна 1889. године и постао је центар ове области. По једном мишљењу Лазаревац је добио име по најстаријој кафани у овом крају, која се звала “Кнез Лазар”, а по другом, проглашен је за варошицу на Лазареву суботу, па је по томе добио име Лазаревац. Проглашавањем за сеоско место Лазаревац се развија као управно и привредно средиште ове области и нагло напредује. Од 1885. године у Лазаревцу се налази срески суд, основна школа и друга надлештва државне администрације. Почетком XX века добија пошту, а 1906. године апотеку и првог лекара др. Симу Говедарицу.
Услед брзог развоја заната у Лазаревцу са почетком XX века формира и еснаф који се тада назива “Удружење за међусобно помагање занатлија”. Политички живот варошице и околине од оснивања 1903. године одвија се у оквиру грађанских, политичких странака, тадашње Србије. Најјаче упориште имала је на селу Радикална странка. После преврата 1903. године за новог посланика среза изабран је Светозар Станишић. Пред Први светски рат у Лазаревцу је служио као судски практикант и највећи српски комедиограф Бранислав Нушић. Постоје многе претпоставке да је за своју комедију “Сумњиво лице” узео типове из предратног друштва ових крајева, јер се у самом комаду помиње и село Трбушница. За време Првог светског рата 1914-1918. године Лазаревац је знатно порушен. После ослобођења, односно 1919. године Лазаревац је поново оживео као трговачко, занатлијско и административно место читаве области.
Овде се налази Чаршијска кућа породице Васић из 19. века.

### Први светски рат
Као у ранијим ратовима становништво овог краја учествовало је и поднело велике жртве у Балканском рату 1912-1913. године и у Првом светском рату. У новембру 1914. године фелдмаршал Поћорек је одлучио да новом офанзивом поправи неуспех Церске операције. Пошто је непријатељ располагао великом надмоћношћу у људству и материјалу, српска врховна команда наредила је да се наше армије постепено у жижи борбе повуку на десну обалу Колубаре, на линији Обреновац-Лазаревац-Љиг. Офанзива наше војске почела је 3. децембра на целом фронту. Око 2 часа 9. децембра у Лазаревцу је заробљено 170 непријатељских војника, при повлачењу. После освајања Лазаревца непријатељ се огорчено бранио на утврђеној линији Конатица-Степојевац-Борак, али су наше јединице успеле да сломе и овај отпор. У Колубарској бици погинуло је око 20.000 српских војника од којих многи почивају у новоподигнутој цркви са костурницом у Лазаревцу.
Камени споменик изгинулим ратницима у Првом светском рату подигнут је и у Дудовици. На положајима Враче Брда погинуо је 20. новембра 1914. године и Димитрије Туцовић, један од најистакнутијих вођа социјалистичког покрета у Србији. Непријатељски губици у овој бици, и погинулим и заробљеним војницима износе око 100.000.
Током Првог светског рата у борбама на просторима данашње лазаревачке општине највероватније је учествовао и сам Јосип Броз Тито (у Првом светском рату на страни аустроугарске војске), па из тог разлога, касније, за време свог председничког мандата никада није посетио ове просторе, упркос и томе што је Лазаревац и онда био рударски гигант на простору СФРЈ.

#### Колубарска битка
Колубарска битка је највећа и најзначајнија битка између српске и аустроугарске војске у току Првог светског рата. Она је јако подигла морал српској војсци и народу и прославила их широм Европе. За изванредну вештину у командовању за време ове битке генерал Живојин Мишић добио је чин војводе.

#### Спомен црква палима у Колубарској бици
Идеја о подизању спомен цркве палима у Колубарској бици родила се првих година после завршетка Првог светског рата. Тек се 1938. године отпочело са зидањем. После Другог светског рата народне власти су увидевши значај овога споменика дале субвенцију за његово довршење, па је 1962. храм коначно завршен. У његове темеље смештено је око 17 хиљада посмртних остатака бораца српске и аустроугарске војске.

### Уочи Другог светског рата
У Лазаревцу је партијска организација 1939. године бројно нарасла како по члановима партије тако и по кандидатима. Захваљујући њиховој активности масовно се скупљао новац за бивше шпанске борце. Посебне задатке чланови Комунистичке партије Лазаревца и околине добили су те године кад је у рад пуштена термоелектрана у Вреоцима и завод за израду азотних једињења. У пролеће 1940. године по партијском задатку, Лазаревац је посетио друг Петар Стамболић. Том приликом је истакао потребу већег ангажовања партијске организације у селу Вреоци. Партијска организација се те године повећала, а број симпатизера је и даље растао. И поред свих организација, партијска организација у Вреоцима није формирана. Због новог позива на војну службу скоро свих чланова партије у Лазаревцу, одлуком окружног комитета КП за Ваљево одлучено је да се привремено формира партијска организација у Лазаревцу.

### Други светски рат
Дан после шестоаприлског бомбардовања Београда 1941. године, бомбама су засути Лазаревац и помоћни аеродром у његовој близини (на месту данашњег Дома Здравља). Становништво ових крајева, већ веома исцрпљено за време Првог светског рата, не прихватајући окупацију у великом броју се, као и целокупно становништво Србије, прикључило како Четничком тако и Партизанском покрету. Због чега је током целог рата вршена одмазда на члановима породица оних који су се борили против немачких снага, али исто тако одмазде су вршене и међу вечито подељеном српском становништву, и то на релацији партизани-четници и обрнуто. Сам Лазаревац су ослободили четници 6. септембра 1944. године, а најпотпунији документ о томе је извештај америчког поручника Мајкла Рајачића члана обавештајне мисије “Ренџер“, поднет шефу мисије пуковнику Роберту Макдауелу 22. новембра 1944. године. Највећу операцију четнички Руднички корпус је предузео против немачког гарнизона у Лазаревцу, бројног 250 војника. Град је најпре опкољен и блокиран, а онда су започеле уличне борбе. Немци су на крају држали само болницу и црквени торањ, одакле су давали отпор све док им није нестало муниције, када су се предали. Тринаест дана касније (19. септембра) Лазаревац су заузели партизани уз велику помоћ војника Црвене армије.
Индустријализацијом и интензивном експлоатацијом угља у деценијама после Другог светског рата Лазаревац и околина из темеља мењају лик и постају средина од битног значаја за свакодневни живот и развој читаве Србије.

## Демографија
Према попису извршеном 2002. године, густина насељености у лазаревачкој општини знатно је изнад просечне у Србији. У централним деловима Србије на квадратном километру у просеку живи 97 становника, а у Лазаревцу и околини – 153. На територији општине, у преко 18 хиљада домаћинстава и близу осам хиљада сеоских газдинстава, данас је око 60 хиљада становника од којих скоро половина у граду Лазаревцу.
Ширење површинских копова и све већа експлоатација угља, али и непосредна близина Београда, узрок су изражених демографских померања. На то најдиректније утиче чињеница да се готово трећина насеља налазе у експлоатационом подручју а то су: Пркосава, Рудовци, Мали и Велики Црљени, Барошевац, Зеоке, Медошевац, Вреоци и Цветовац. Број становника у појединим насељима драстично се смањује а нека од њих се и потпуно исељавају. С друге стране, до наглог прилива долази у граду Лазаревцу, Великим Црљенима, Степојевцу, како становништва са општинске територије тако и људи из других делова Србије а и изван ње, које привлаче економске предности Лазаревца и околине. Истовремено су, међутим, изражене и селидбе у суседне општине.
Пописима становништва, поред осталог, регистровано је:
• У деценији од 1971. до 1981. године број становника у општини повећао се за 5.393, то јест са 45.675 на 51.068, при чему највише у самом граду Лазаревцу. У следећој деценији број житеља повећао се за близу осам хиљада, а између 1991. и 2002. године за само 663 па их је тада било - 58.511;
• У 18 од 28 сеоских насеља, број житеља се смањује, док се у читавој општини повећава у само 13 насеља;
• Значајно је што се повећава проценат радно активног становништва, а смањује учешће пољопривредника и издржаваних лица. Млађих од 15 година је 17,2 одсто; од 15 до 24 – 14,6 одсто; од 25 до 44 године 27,5, од 45 до 59 година – 20,5 и старијих од 60 година – 20,2 одсто.
• Становници лазаревачке општине постајали су грађани из свих делова некадашње Југославије. Тако је, пописом из 1991, утврђено да је из Босне и Херцеговине стигло 1.635, из Хрватске -274, Македоније – 154, Црне Горе – 426, а из Словевеније – 58 лица. Из централне Србије стигла је 21.590 данашњих житеља Лазаревца и околине, од којих 5.244 из суседних општина; са Косова и Метохије – 1.801, а из Војводине – 586.
• Истовремено се у непосредно суседство преселило око осам хиљада некадашњих Лазаревчана: у Београд - 4.901, Аранђеловац – 1.041, Барајево 340, Обреновац – 591, Лајковац – 605, Љиг – 323.
Ово насеље је великим делом насељено Србима (према попису из 2002. године), а у последња три пописа, примећен је пораст у броју становника.
|             | \| Демографија[2] \| Демографија[2] \| Демографија[2] \| \| Година \| Становника \| Становника \| \| -------------- \| -------------- \| -------------- \| \| 1948. \| 3.129 \| \| \| 1953. \| 3.511 \| \| \| 1961. \| 5.620 \| \| \| 1971. \| 7.795 \| \| \| 1981. \| 13.354 \| \| \| 1991. \| 22.459 \| 22.506 \| \| 2002. \| 23.551 \| 24.153 \| \| 2011. \| 26.006 \| \| \| 2022. \| 27.635 \| \| |            |
| Демографија | |            |
| Година      | Становника | Становника |
| 1948.       | 3.129 |            |
| 1953.       | 3.511 |            |
| 1961.       | 5.620 |            |
| 1971.       | 7.795 |            |
| 1981.       | 13.354 |            |
| 1991.       | 22.459 | 22.506     |
| 2002.       | 23.551 | 24.153     |
| 2011.       | 26.006 |            |
| 2022.       | 27.635 |            |

| Етнички састав према попису из 2002.‍ | Етнички састав према попису из 2002.‍ | Етнички састав према попису из 2002.‍ | Етнички састав према попису из 2002.‍ | Етнички састав према попису из 2002.‍ |
| ------------------------------------ | ------------------------------------ | ------------------------------------ | ------------------------------------ | ------------------------------------ |
|                                      |                                      |                                      |                                      |                                      |
| Срби                                 | Срби                                 |                                      | 22.518                               | 95,61%                               |
| Црногорци                            | Црногорци                            |                                      | 247                                  | 1,04%                                |
| Роми                                 | Роми                                 |                                      | 124                                  | 0,52%                                |
| Југословени                          | Југословени                          |                                      | 98                                   | 0,41%                                |
| Македонци                            | Македонци                            |                                      | 53                                   | 0,22%                                |
| Хрвати                               | Хрвати                               |                                      | 38                                   | 0,16%                                |
| Муслимани                            | Муслимани                            |                                      | 26                                   | 0,11%                                |
| Словенци                             | Словенци                             |                                      | 16                                   | 0,06%                                |
| Албанци                              | Албанци                              |                                      | 11                                   | 0,04%                                |
| Словаци                              | Словаци                              |                                      | 9                                    | 0,03%                                |
| Руси                                 | Руси                                 |                                      | 8                                    | 0,03%                                |
| Мађари                               | Мађари                               |                                      | 8                                    | 0,03%                                |
| Румуни                               | Румуни                               |                                      | 6                                    | 0,02%                                |
| Бугари                               | Бугари                               |                                      | 5                                    | 0,02%                                |
| Немци                                | Немци                                |                                      | 4                                    | 0,01%                                |
| Украјинци                            | Украјинци                            |                                      | 3                                    | 0,01%                                |
| Горанци                              | Горанци                              |                                      | 3                                    | 0,01%                                |
| Бошњаци                              | Бошњаци                              |                                      | 2                                    | 0,00%                                |
| непознато                            | непознато                            |                                      | 143                                  | 0,60%                                |

## Привреда Лазаревца

### Историјат
Ослобођењем београдског пашалука од Турака 1815. године почиње у овој области привредни развој.
Прву етапу економског развоја ове области представља доба прелаза из натуралне у новчану привреду. Сељачка газдинства су се повезивала са тржиштем и зеленашким капиталом. Привреда је била примитивна и заостала. Преовлађивале су породичне задруге чија се економија базирала на затвореној кућној радиности. Економски елементи притискали су сељака да напусти натуралну и затворену кућну привреду и да се укључи у робно новчани промет. Пољопривреда је у то време имала претежно сточарски карактер. Трговина је била релативно жива. Главни предмет трговине биле су свиње. Сељаци су обилато хранили свиње жиром, а шумску и утринску таксу плаћали су минимално.
Друга етапа почиње шездесетих година и траје до двадесетих година прошлог века. Она значи победу новчане привреде и почетак капиталистичких и друштвених односа. Патријархално друштво и породичне задруге се формирањем новчане привреде све више и више распадају. Први дућани се отварају не само ба територији Лазаревца већ и по селима. У то време почиње да се развија и задругарство јер су трговци откупом пољопривредних производа и пласирањем мешовите робе на селу експлоатисали сељаке.
Трећа етапа почиње развитком рудника и индустрије за време старе Југославије.
И поред великог богатства привредни живот Лазаревца и околине је у периоду после Првог светског рата био неразвијен или слабо развијен. Експлоатација се вршила само јамским путем. У три јаме:
Јама “Колубара” која је отворена 1938. године и чији је капацитет производње био врло мали од око 1300 тона месечно, а рад у јами примитиван без икакве механизације и заштитних средстава за раднике. Јама је производила све до 1934. године када је рад обустављен због акција НДБ. У то време производња је достизала до 5000 тона месечно. После ослобођења јама је реновирана, капацитет јаме је повећан тако да 1947. године достиже 10.000 тона месечно.
Јама “Јунковац” је отворена 1936. године. Јама је за то време била доста добро технички опремљена. Располагала је засекачима и електричним бушилицама, а капацитет дневне производње је достизао до 400 тона лигнита. Сав угаљ је транспортован жичаном железницом дугом 5 km. до термоелектране у Вреоцима. Јама је била у производњи све до 1943. године када је престала са радом због оштећења. По ослобађању јама је реновирана и у првим годинама достигла је капацитет од 700 тона дневне производње.
Јама “Пркосава-Рудовци” имала је доста мали капацитет који се кретао на нивоу од око 1.000 тона месечно. Као што се види огромне наслаге угља лигнита у Колубари између два светска рата експлоатисане су несређено, нестручно, малим капацитетима и примитивно.

### Привреда данас
Привреда Лазаревца и околине је разноврсна и веома развијена. Плодност је утицала на величину и густину насељености. Најгушћа насеља су у плодним долинама Пештана, Турије и Колубаре. Област је врло богата угљем (лигнитом), чије су наслаге дебљине од око 70 m. У близини Лазаревца налази се чувени рудник “Колубара” са термоелектраном у Великим Црљенима као и сушионицом угља и топланом у Вреоцима. Што се пољопривреда тиче од житарица највише се гаји кукуруз, пшеница, јечам и овас, а од поврћа: пасуљ, купус, кромпир и паприка. Шљива има више врста, али је најбоља тзв. „маџарка“ од које се пече ракија, кува се пекмез, а и суши се. Остало воће народ употребљава за исхрану. Лов, риболов и пчеларство су узгредна занимања. У овом крају је најразвијеније сточарство и воћарство. У близини Лазаревца је важна саобраћајна раскрсница Лајковац.

### Рударски басен Колубара
На основу извршених замашних истражних радова у ФНРЈ после ослобођења, билансне резерве угља се цене око 22 милијарде тона. Од тога на резерве појединих врста угља отпадају следеће количине у % :
- Камени угаљ 1%
- Мрки угаљ 9%
- Лигнит 90%

Учешће НР Србије у билансним резервама угља у тадашњој ФНРЈ је следеће :
- У резервама каменог угља 51% (од укупно 1% )
- У резервама мрког угља 31% (од укупно 9% )
- У резервама лигнита 74% (од укупно 90%)

Највеће резерве лигнита леже на територији НР Србије и то највећим делом концентрисане у 3 велика басена :
Косовски, Колубарски и Костолачки.
По величини басена највећи је Косовски угљани басен, а одмах иза њега се налази Колубарски басен.
Рударски басен “Колубара” лежи око 50 km југозападно од Београда и протезе се доњим током реке Колубаре од Лајковца до њеног ушћа у Саву. Укупна површина овог басена се процењује на око 1500 km. тј. сматра се да угљене наслаге у овом басену имају наведено пространство. Басен је током реке подељен на два дела: источни и западни. Источни део је скоро потпуно истражен и у овом делу басена налази се скоро 1,0 милијарде тона лигнита, чија се експлоатација врши површинским откопавањем. Западни део басена је задњих година интензивно истраживан. У овом делу басена су такође истражене велике наслаге угља које се процењују на око 800 милиона тона. Укупне количине у целом басену процењују се на око 3 милијарде тона. Квалитет лигнита који се експлоатише у овом басену спада у ред ниско квалитетних горива са високим садржајем воде и пепела. Басен је у том смислу и развијен и данас спада у ред највећих произвођача угља у југоисточној Европи, и учествује са око 35% у укупној производњи угља на простору бивше Југославије. Рударски басен “Колубара” се састоји из више погона, и то поље „А“, а затим поље “Б”, три јамска погона, поље „Д“ и Тамнава. Површински копови су врло високо механизовани и сматра се да су најмеханизованији рудници на Балкану. Продуктивност рада на овим коповима је врло висока. Угаљ из ових копова се транспортује електричном железницом у вагонима. Рударски басен “Колубара” заснива своју перспективу развоја на отварању копова великих капацитета и преради угља на лицу места. Тако је започета експропријација насељеног места Вреоци ради ширења површинског копа поље “Д” који производи око 9,0 милиона тона лигнита годишње.

#### Термоелектрана Колубара
Термоелектрана “Колубара” подигнута је на богатим наслагама колубарског угљеног басена. Прва електрана у овом басену подигнута је 1937. године у селу Вреоци, са снагом од 14MW која је снабдевала далеководима 60kV Београд и Крагујевац. Њену улогу преузела је термоелектрана која је подигнута у месту Велики Црљени. Изградња електране се одвијала у четири етапе:
- Прва етапа са два турбоагрегата по 32MW пуштена је у погон 1956. године.
- Друга етапа са агрегатом од 65MW пуштена је у погон 1960. године.
- Трећа етапа са још једним агрегатом од 32MW пуштена је у погон у 1961. години.
- Четврта етапа са још једним агрегатом од 110MW пуштена је у погон у 1979. години.

Дневно троши око 4500 тона отпадног угља који се добија током сепарације и сушења. Електрана је везана за систем далековода 110kV. Данас је модерно опремљена, тако да производи око 1,5 милијарде KWh на годишњем нивоу. Њено учешће у производњи електроенергије у Србији је мало, али јако битно јер напаја Рударски басен Колубара, као и битне 110kV далеководе који напајају део Београда, далековод за напајање термоелектране Никола Тесла А, далековод за Аранђеловац...

## Здравство
Здравствена делатност у Лазаревцу отпочиње 1882. године оснивањем Здравствене задруге. Године 1932. изграђена је болничка зграда уз донацију Краља Александра и Краљице Марије који су уложили 50.000 динара у сребру и Томе и Илинке Пауновић из Шопића, који су поклонили 10 ари плаца за изградњу објекта у самом центру данашњег Лазаревца. Те године Здравствена задруга преименована је у Здравствену задругу са болницом а 1945. године у Здравствену станицу.
Дом народног здравља основан је 23. априла 1953. године и то решењем Народног одбора Колубарског среза. Три године касније Дом народног здравља се трансформише у засебне здравствене станице у Великим Црљенима, Рудовцима, Вреоцима, Јунковцу, Степојевцу и Дудовици и Здравствени центар, Антитуберкулозни диспанзер и Породилиште у Лазаревцу. Године 1963. врши се поновна реинтеграција свих дотадашњих пунктова и формира Дом здравља који се задржао до нашег времена. Потпуни назив Дом здравља „Др Ђорђе Ковачевић“ добија у јесен 1972. у част преминулог лекара који је својим радом и пожртвовањем задужио грађане Лазаревца.
Године 1965. године отворен је за то време веома модеран здравствени објекат, у којем су многе службе Дома здравља биле стациониране све до 1984. године, када су житељи Лазаревца добили велелепну зграду која је сад централни објекат Дома здравља „Др Ђорђе Ковачевић“ у Лазаревцу.
Поред тога што може да се хвали дугом и лепом историјом, колико је то уопште могуће за једну здравствену установу, мало грађана Лазаревца зна да је Дом здравља „Др Ђорђе Ковачевић“ у време док је директор био др Миодраг Ђурковић и заменик др Влада Екмешчић захваљујући доброј кадровској политици и борбом за многе донације али и модернизацијом, у ова тешка и кризна времена, 2009. и 2010. године проглашаван за најбољи дом здравља у граду Београду и други у Србији.

## Школе и културне установе

### Основне школе у Лазаревцу
Основна школа у Лазаревцу основана је 1860. године. Школу су основали мештани села Шопић, јер тада Лазаревац као варошица званично није постојао. Територија садашњег Лазаревца припадала је Шопићу. Школа је била смештена преко пута “Старог конака” (стара полиција). Када је Лазаревац проглашен за варошицу основали су своју школу и одвојили се од Шопића. У школи су у почетку радила само три разреда, а служила је за неколико села. Општински одбор преместио је 1889. године основну школу у једну приватну зграду која није била хигијенска. У овој згради школа је била до 1906. године. Сазидана је нова школска зграда са три учионице, канцеларијом, служитељским станом и посебном зградом са станом за учитеља школе. Школска зграда је завршена 1906. године. У школи је постојала и сала за фискултуру где су одржаване приредбе и позоришне представе. Приход од приредби користио се за помоћ сиромашној деци.
Године 1938. било је 220 ученика у сва четири разреда. Школа је била снабдевана потребним инвентаром и училима, при школи је постојала и учитељска библиотека. Одлуком министарства просвете Србије од 29. августа 1945. године грађанска школа отворена под окупацијом у Лазаревцу, претворена је у нижу мешовиту гимназију. Исте године у новембру отворен је ђачки интернат.
Данас на на територији центра града постоје три школе. Најстарија школа је „Војислав Вока Савић“ и ова школа сматра се наследником прве школе у Лазаревцу. Због повећања ученика 2. јуна 1965. године решењем СО Лазаревац основана је основна школа „Дуле Караклајић“ а територија Лазаревца подељена на два школска подручја. До 1975. године настава је извођена у објектима Основне школе „Војислав Вока Савић“, иако се главни објекат обе школе налазио се у улици Раце Терзића бр.4 на месту где је сада робна кућа. Године 1975. 1. септембра ОШ „Дуле Караклајић“ је и физички издвојена, изградњом нове школске зграде, која се налази у улици Дула Караклајића. Године 1994. основана је и трећа основна школа „Кнез Лазар“, а Лазаревац је опет подељен на сада три школска подручја.
Лазаревац се данас може похвалити веома добро развијеном мрежом основних школа и по другим, сеоским месним заједницама, која датира из 19 века, сведок томе је реновирана подручна школа у Петки која је изграђена давне 1873. године и саставни је део основне школе „Дуле Караклајић“, која тренутно носи епитет једне је од најмодернијих школа на подручју града Београда.

### Средње школе у Лазаревцу
У Лазаревцу постоје Гимназија и Средња техничка школа са економским смером.

#### Техничка школа у Лазаревцу
Школа је први пут почела са радом школске 1959/60. године, као Хемијско-технолошка техничка школа. Рударски одсек отворен је 8. јула 1960. године и почео са радом школске 1960/61 године. Поред тога исте године отворено је рударско одељење одраслих.
Истим решењем промењен је дотадашњи назив школе у Техничка школа у Лазаревцу.
Школске 1961/62. године при школи је поред постојећих отворен и електротехнички одсек. Ове године школа почиње са радом у новоподигнутој, модерној и савремено опремљеној школској згради.

#### Гимназија Лазаревац
Од школске 1974/75. Гимназија Лазаревац престаје да постоји са тим називом, а гимназијско образовање извођено је у оквиру „Образовног центра Лазаревац“ у ком су се тада нашле заједно Техничка школа и Гимназија Лазаревац, да би школске 1993/94. гимназија Лазаревац била издвојена у нову до дан данас незавршену школску зграду у којој се настава изводи, како без потребних кабинета и довољног броја учионица, тако и без сале за извођене наставе физичког васпитања. И поред тога „Гимназија у Лазаревцу“, како је пун назив школе, је по успеху њених ученика једна од бољих средњих школа у граду Београду.

### Раднички универзитет
Одмах после ослобођења почетком 1945. године у Лазаревцу је формиран народни универзитет са циљем да кроз јавна предавања информише јавност како о актуелним друштвено-политичким питањима, тако и да својом активношћу на културно просветном раду допринесе просвећењу становништва. Од свог оснивања Народни универзитет је радио са променљивим резултатима, а цео свој рад базирао је на добротворном раду појединаца. Све до 1956. године универзитет није имао никаквих прихода. Те године је први пут добио донацију. У периоду од 1965. године до 1970. године Универзитет је развио врло живу активност организовањем низа предавања из области политике, културе, уметности, књижевности, здравственог и педагошког образовања родитеља, филмских представника за децу и омладину школског узраста. Поред јавних предавања организоване су и књижевне вечери и усмене новине.
Развојем привреде у басену Колубара а и самом Лазаревцу искрсла је потреба да се формира Раднички универзитет што је и учињено у 1971. години. Универзитет сада има катедру за идеолошко-политичка питања, катедру за друштвено-економско образовање и општу катедру. Универзитет има најпотребније особље. При универзитету је постојао и биоскоп “Колубара”.

### Културно уметничка друштва
Први фолклорни кораци у Лазаревцу почињу 1924. године. После ослобођења, од 1946. године поново је основано културно уметничко друштво “Абрашевић” и развило је интензиван рад. Оно је у почетку имало драмску, фолклорну, литерарну и хорску секцију. Од 1952. године друштво мења име и наставља рад под именом “Димитрије Туцовић”. Друштво је у своје редове окупило поред осталих, већину радника и радничке омладине. Послератни бржи привредни развитак Лазаревца и околине условио је и брзи културни развитак, тако да поред рада културно уметничког друштва “Димитрије Туцовић” у Лазаревцу на подручју општине раде још четири културно уметничка друштва. Већина ових друштава учествовала је на разним фестивалима и културним смотрама. КУД “Димитрије Туцовић” полако се гасио осамдесетих и деведесетих година прошлог века, да би ово, већ помало заборављено Друштво било обновљено последњих година. Данас је КУД "Димитрије Туцовић" једна озбиљна институција које организује низ фестивала фолклора у Лазаревцу као што су "ФЕСТИВАЛ ИГРОМ И ПЕСМОМ ПРОТИВ ДРОГЕ" и "ФЕСТИВАЛ ВЕТЕРАНА", а млади из Лазаревца, љубитељи фолклорне традиције поново имају своје место окупљања.

### Библиотеке
У граду постоји Библиотека „Димитрије Туцовић“. Број књига износи преко 85.000 примерака наших и иностраних писаца. Библиотека као и огранци на подручју општине претплаћени су на дневне листове и часописе. У библиотеци и огранцима на подручју општине евидентирано је преко 7.000 редовних читалаца. Књижни фонд у библиотеци допуњава се сваке године новим издањима и савременом литературом. Библиотека омогућава да књига буде прочитана и приступачна свакоме ко жели да чита, а организују се и промоције књига и на други начин се пропагира ширење књиге и знања.
Градска библиотека, је 2011. године премештена у реновиране просторије некадашње болнице у центру града.

### Спомен-црква са костурницом
Идеја о подизању спомен-цркве са костурницом у Лазаревцу проистекла је из потребе за похрањивањем моштију ратника погинулих у Колубарској бици из 1914, на фронтовима око Лазаревца. У циљу реализације ових идеја 1921. године основан је „Одбор за подизање спомен-цркве и костурнице у Лазаревцу“. На његовом челу налазио се печански парох, свештеник Чедомир М. Поповић. Године 1937. Одбор се гаси и формира се „Друштво за подизање спомен-цркве са костурницом у Лазаревцу“ на чијем је челу био свештеник Боривоје Ђорђевић.

### ЦЗК Лазаревац
Пре рата у Лазаревцу није постојао стални биоскоп осим путујућих, који би повремено долазили у Лазаревац и приказивали тада актуелне филмове. После рата мрежа биоскопа у Лазаревцу и околини знатно се проширила, основано је 5 сталних биоскопа.
Биоскопи су смештени у домовима културе, задружним домовима у лепо уређеним салама. Број седишта о овим биоскопима износио је преко 920 места, што је углавном задовољавало потребе грађана. Нешто слабије стање у погледу уређења биоскопске сале и броја седишта било је у самом у Лазаревцу с обзиром да се број становника у граду за врло кратак период нагло повећао а у граду је само функционисао стари биоскоп „Колубара“ у оквиру „Радничког универзитета“. Међутим друштвеним планом општине изграђен је 1977. године ЦЗК Лазаревац са знатно већим бројем седишта који у потпуности је задовољила потребе грађана. Данашњи „Центар за културу Лазаревац“ је установа културе од значаја за Град Београд. Центар располаже објектом који се налази у Лазаревцу у ул. Хиландарска бр. 2, површине 2.745 метар квадратних. Поседује универзалну дворану са 566 седишта, савремену глумачку гардеробу, изложбени простор, функционалну учионицу, као и остале пратеће просторије, а из чијих се подрумских просторија до касних осамдесетих оглашавао и Радио Лазаревац.
У склопу Центра налази се Модерна галерија површине око 1.110 m², која је физички одвојена од Центра за културу. Смештена је на спрату тржно-информативног центра у пешачкој зони града, ул. Карађорђева 29. У галерији се налази стална поставка (Легат Лепе Перовић), као и изложбени простор за текуће програме.

### Радио Лазаревац
Радио Лазаревац се први пут огласио 24. новембра 1981. године и непрекидним програмом од 24 часа покривао је шире подручје лазаревачке општине. Свој програм емитовао је на фреквенцији 89,3 MHz и на овој територији једини је радио са уредном дозволом за рад. Радио је имао информативни програм са вестима, а у програму су биле заступљене и емисије из области културе, екологије, спорта, као и емисије намењене верницима. Одлуком Регулационог тела за електронске медије, 2016. године радио је угашен после 35 година постојања.